# Rohov
Rohov és un poble i municipi d'Eslovàquia que es troba a la regió de Trnava, a l'oest del país. El 2023 tenia 380 habitants.

## Història
La primera menció escrita de la vila es remunta al 1349.

## Demografia
| Godina             | 1994 | 2004   | 2014   | 2024   |
| ------------------ | ---- | ------ | ------ | ------ |
| Nombre de persones | 406  | 386    | 416    | 382    |
| Diferència         |      | −4,92% | +7,77% | −8,17% |

| Godina             | 2023 | 2024   |
| ------------------ | ---- | ------ |
| Nombre de persones | 380  | 382    |
| Diferència         |      | +0,52% |